# Biwabik (Minnesota)
Biwabik – miasto w Stanach Zjednoczonych, w stanie Minnesota, w hrabstwie St. Louis.